# Georg Helm
Pour les articles homonymes, voir Helm (homonymie).
Georg Helm (1851-1923) est un mathématicien et physicien allemand, né à Dresde.

## Œuvres
- Die Elemente der Mechanik und mathematische Physik, 1884
- Die Lehre von der Energie, 1887